# Kaduna (ciutat)
Kaduna és una ciutat de Nigèria, capital de l'estat de Kaduna, a la vora del riu Kaduna; és un centre de comerç i un hub de transport important per les àrees agrícoles circumdants amb els seus nusos de carreteres i ferrocarrils. La població de Kaduna era de 760.084 el 2006 i s'estimava que pel 2014 hauria arribat als 1,8 milions. El símbol de Kaduna és el cocodril que es diu kada en la llengua nativa haussa.
Kaduna va ser fundada pel britànic el 1913 i esdevingué la capital de la regió del Nord de Nigèria el 1917. Va retenir aquesta condició fins a la supressió de la regió el 1967. L'associació islàmica nigeriana Jama'atu Nasril Islam té base a la ciutat.

## Lluites religioses
A causa del seu context religiós, Kaduna ha estat l'escena de tensió religiosa entre musulmans i cristians, particularment sobre la implementació de la xaria a l'estat de Kaduna començant el 2001. El febrer de 2000, aproximadament 1.000 persones van morir en uns disturbis i diversos cotxes i cases van ser cremats. La ciutat està segregada fins avui, amb els musulmans que viuen principalment en la part nord i els cristians en la del sud.
Un altre incident el 2002 va derivar d'un article en un diari de Lagos que va ofendre als musulmans sobre el concurs de Miss Mon previst per aquella setmana a la ciutat capital d'Abuja, suggerint que si Mahoma arribés a veure la bellesa que havia de desfilar acabara casant-se amb una de les participants. Uns aldarulls massius van seguir. Les esglésies van ser entre els objectius més freqüentment atacats i més de 20 van ser cremades per musulmans. En revenja els cristians van cremar vuit mesquites. Diversos hotels també foren cremats. La ciutat va patir danys importants, i 11,000 persones es van quedar sense casa. En particular, les oficines locals del diari que havia publicat l'article ofensiu foren cremades. Com a resultat, milers de civils van fugir de la ciutat. El malestar aviat es va estendre a la capital, Abuja. Després quatre dies de disturbis, forces de seguretat nigerianes van posar fi als aldarulls i van arrestar centenars de participants. Un toc de queda provisional fou imposat, tot i que els assassinats individuals van continuar. 215 cossos van ser comptats en els carrers o en dipòsits, mentre alguns altres van ser enterrats per les seves famílies. Un miler de persones van quedar ferides. Els funerals de molts de les víctimes van tenir lloc poc després del final dels aldarulls. Els implicats musulmans van ser jutjats als tribunals de la xària mentre els cristians ho van ser per la jurisdicció civil normal. L'editor del diari que havia provocat els aldarulls va ser arrestat, i Isioma Daniel, el reporter que va escriure l'article, va dimitir i va fugir a Noruega.
Kaduna fou el lloc on Umar Farouk Abdulmutallab, sospitós de l'intent terrorista sobre el vol de la Northwest 253 el desembre del 2009, es va criar i on retornava a les vacances.